# 瓶爾小草科
瓶爾小草科（学名：Ophioglossaceae）是一種蕨類。有著由孢子囊形成的短壽型孢子，誕生於和葉片分開的葉柄上；以及肥大的根。許多物種一年只會長成一片蕨葉。而有少數的物種只有能生育的穗，而非一般所謂的葉片。瓶爾小草目的配子體是在地底下的。其孢子不會在陽光之下生長，且配子體可以在不形成孢子體的狀態下存活兩個世紀之久。莖短直立狀、肉質；葉片通常亦為肉質狀，幼葉不卷旋，孢子囊枝以一定的角度著生於營養葉上。絕大多數為地生型，少數著生於樹幹，或為濕地植物。分布世界各地，但不常見，全世界僅有3屬80種。

## 属
- 瓶尔小草属 Ophioglossum L. (incl. Ophioderma, Cheiroglossa（英语：Cheiroglossa）)
- 阴地蕨属 Botrychium Sw. (incl. Sceptridium（英语：Sceptridium）)
- 蕨萁属 Botrypus
- 七指蕨属 Helminthostachys（英语：Helminthostachys） Kaulf., 1824
- 仙指蕨属 Mankyua（英语：Mankyua） B.Y.Sun, M.H.Kim & C.H.Kim, 2002